# Славко Винчич
Славко Винчич (словен. Slavko Vinčić, нар. 25 листопада 1979) — словенський футбольний арбітр категорії ФІФА (з 2010 року).

## Кар'єра
2010 року Славко дебютував в словенській першій лізі, а також на рівні збірних, і в єврокубках. 23 травня він відпрацював на товариському матчі Хорватія — Уельс (2:0), а в першому єврокубковому матчі білоруське «Торпедо-БелАЗ» обіграло на виїзді ісландський «Фюлкір» (3:1).
З 2016 року залучений до обслуговування відбіркових матчів чемпіонату світу 2018.
У червні 2017 обслуговував матчі молодіжного чемпіонату Європи.
У травні-червні 2019 обслуговував матчі молодіжного чемпіонату світу в Польщі.
У 2022 році обраний арбітром на ЧС 2022 у Катарі.
У 2024 році обраний арбітром на ЧЄ 2024 в Німеччині.

## Взаємовідносини з українським футболом
З українськими командами Винчич стикався кілька разів. У 2013 він судив матч фінального турніру чемпіонату Європи серед 17-літніх (1996 народження) Україна — Італія. Українці поступилися 1:2.
Ще в одній грі українців Славко працював четвертим арбітром під час стикового матчу кваліфікації до ЧС-2014 проти Франції (3:0), а головним арбітром того матчу був його співвітчизник Дамир Скомина.
19 лютого 2015 року Славко судив матч Ліги Європи УЄФА між французьким «Генгамом» і київським «Динамо» і показав дві спірні червоні картки гравцям українського клубу, в той час, як гравці суперника не були покарані за аналогічні ж фоли. Це вплинуло на кінцевий результат і «Генгам» виграв гру (2-1).